# Thomas Häuser
Thomas Häuser, auch Thomas Haeuser (* 8. Dezember 1970 in Mülheim an der Ruhr) ist ein deutscher Spieleprogrammierer, der bei Blue Byte arbeitete und für einen Teil der Videospielreihe Die Siedler berühmt ist.
Am 1. April 1998 gründete er zusammen mit Thorsten Knop und Thomas Friedmann Funatics Software.